# RUSADA
RUSADA je ruská antidopingová agentura, která byla založena v lednu 2008 jako ruská afilace
Světové antidopingové agentury (WADA).
V listopadu 2015 Světová antidopingová agentura v reakci na dopingový skandál v ruské atletice odebrala akreditaci moskevské antidopingové laboratoři a následně rezignoval její ředitel Grigorij Rodčenkov.
V prosinci 2016 uvedla výkonná ředitelka agentury Anna Anceliovičová v rozhovoru pro deník The New York Times, že zaměstnanci agentury systematicky a dlouhodobě po několik let vyměňovali vzorky moči odebrané sportovcům pro analýzu a dodávali ruským reprezentantům dopingové prostředky. Prý se jednalo o spiknutí více organizací.